# Syllitus bipunctatus
Syllitus bipunctatus là một loài bọ cánh cứng trong họ Cerambycidae.